# VV Цефея

VV Цефея (лат. VV Cephei), також відома як HD 208816, — затемнювано-подвійна змінна зоря типу Алголя у сузір'ї Цефея, розташована на відстані близько 5000 світлових років від Землі. Компонент А є третьою за розміром зорею, відомою науці і другою за розміром зорею в галактиці Чумацький Шлях (після VY Великого Пса і WOH G64).

## Опис
У 1936 р. американський астроном Дін Мак-Лафлін встановив, що VV Цефея — подвійна затемнювано-змінна зоряна система. Після 1936 року затемнення спостерігали кожні 20 років.
За спостереженнями в проміжку між затемненнями 1956 і 1976 рр. і під час затемнення 1976–1977 рр. вдалося уточнити основні параметри цієї подвійної системи. VV Цефея B обертається навколо VV Цефея A по еліптичній орбіті з періодом 7430 днів (близько 20 років). Затемнення однієї зорі іншою триває 1300 днів (3,6 року), повна фаза затемнення — 16 місяців.
Зоря класу М має протяжну атмосферу, тому ще до початку затемнення білого гіганта в його спектрі з'являються так звані хромосферні лінії за рахунок поглинання світла В-зорі в атмосфері М-зорі.
За зміною променевих швидкостей було визначено відстань між центрами зір, яка змінюється від 17 до 34 а.о.

### VV Цефея A

Сонце у порівнянні з VV Цефея A

Червоний надгігант VV Цефея A класу M2 — друга за розміром у нашій Галактиці (після гіпергіганта VY Великого Пса). Її радіус у 1050–1900 разів перевищує радіус Сонця, а світність — близько 200 000–320 000 світностей Сонця.
Зоря заповнює порожнину Роша, і її речовина перетікає на супутник. Швидкість витікання газів досягає 200 км /с. Встановлено, що VV Цефея A — фізична змінна, яка пульсує з періодом 150 діб. Швидкість зоряного вітру, що дме від зірки, досягає 25 км/с. Судячи з орбітального руху, маса зорі становить близько 100 сонячних, однак її світність свідчить про масу лише в 25-40 сонячних.

### VV Цефея B
VV Цефея B, блакитна зоря головної послідовності класу B0, приблизно в 10 разів більше Сонця за радіусом, до 20 разів — за масою, і в 10 000 раз — за світністю .